# حسن كاظم الراشد
حسن كاظم حسن الراشد هو قيادي في منظمة بدر في العراق. ولد في مدينة البصرة عام 1967.
يحمل شهادة البكلوريوس في القانون من كلية شط العرب الجامعة.
شغل مناصب مختلفة منها: عضو مجلس محافظة البصرة عام 2003، ثم نائب محافظ البصرة عام 2004، ثم محافظ البصرة للفترة من 24 آب 2004 إلى 13 آذار 2005، ثم عضو مجلس محافظة البصرة للفترة من 13 أيار 2005 إلى 12 حزيران 2013.
شغل منصب وزير الإتصالات في حكومة حيدر العبادي للفترة من 2014 إلى 2018.
زوجته هي السياسية العراقية أمطار المياحي.